# Г'юґо Блек
Г'ю́ґо Ла́фаєт Блек (англ. Hugo LaFayette Black; 27 лютого 1886, Ешленд, Алабама — 25 вересня 1971, Бетесда, Меріленд) — американський політик і юрист. Член Демократичної партії США. Був сенатором від штату Алабама в Сенаті США з 1927 по 1937 рр. Суддя Верховного суду США з 1937 по 1971 рр., призначений президентом Франкліном Делано Рузвельтом; призначення схвалено голосуванням Сенату (63 голоси проти 13). Г'юґо Блек був першим з дев'яти членів Верховного суду, призначених Рузвельтом, і пропрацював там довше за них усіх, крім Вільяма О. Дугласа. Блек вважається одним з найвпливовіших суддів Верховного суду у XX ст.
За свій строк служби у Верховному суді, четвертий по довжині, Блек був відомий через своє текстуалістичне трактування Конституції США та через своє переконання, що свободи, гарантовані Біллем про права (тобто першими десятьма поправками), були нав'язані Штатам Чотирнадцятою поправкою до Конституції. Його юридична діяльність була темою численних дискусій. Через його вимагання чіткого текстуального аналізу глав Конституції, всупереч гнучкій юриспруденції багатьох його колег, Блека важко схарактеризувати як ліберала чи консерватора, як ці терміни розуміються у сучасному політичному дискурсі Сполучених Штатів. З одного боку його буквальне тлумачення Білля про права та його теорія об'єднання часто інтерпретуються як сприяння посиленню громадянських прав і свобод. З іншого боку Блек твердо протистояв доктрині щодо процедури розглядання справи з належним додержанням норм матеріального права і був переконаний, що принцип недоторканності особистого життя (прайвесі) не має ніякого обґрунтування у Конституції, голосувавши проти нього під час судового процесу «Грізволд проти штату Конектикут»

## Ранні роки
Г'юґо Лафаєт Блек був наймолодшим з восьми літей Вільяма Лафаєта Блека та Марти Толенд Блек. Він народився 27 лютого 1886 р. у маленькому дерев'яному будинку в Ешленді — бідному, ізолюваному селищі округу Клей, штат Алабама, у передгір'ї Аппалачей.
Його брат Орландо став лікарем, тому Г'юґо спершу хотів наслідувати його приклад. У віці 17 років він закінчив школу в Ешленді та вступив до Бірмінгемської медичної школи. Однак, саме брат Орландо порадив Г'юґо вступити до юридичного коледжу Університету Алабами. Після закінчення університету в червні 1906 р., Блек повернувся до Ешленду і відкрив адвокатську контору у приміщенні над бакалійною крамницею. Його юридична практика не мала успіху, а через півтора року після її відкриття, увесь будинок згорів вщент. Тоді Блек у 1907 р. переїхав у Бірмінгем, де продовжив своє діло і почав спеціалізуватися на законодавстві про працю та справам з тілесних ушкоджень.
Після його захисту афроамериканця, якого втягнули у форму комерційного рабства з наступним ув'язненням, Блек став другом А. О. Лейна, судді, пов'язаного з цією справою. Коли у 1911 р. Лейн був обраний до Комітету міста Бірмінгем, він запропонував Блеку місце судді поліційного суду; ця посада стане єдиним досвідом суддівства для Блека перед його обранням до Верховного суду. У 1912 Блек склав з себе обов'язки судді, аби повноцінно займатися юридичною практикою. Але він не покінчив із державною службою; з 1914 р. він впродовж чотирьох років працював прокурором округу Джефферсон.
Три роки потому, під час Першої світової війни, Блек звільнився, аби вступити до армії Сполучених штатів. Він поступив в Офіцерську тренувальну школу у Форт-Оглторп, Джорджія, і незабаром досяг рангу капітана. Він служив у 81-му підрозділі польової артилерії коло Чаттануги, Теннессі, але у битвах участі не брав. У вересні 1918 р., незадовго до кінця війни, він повернувся до своєї адвокатської практики в Бірмінгемі. Він вступив до бірмінгемського клубу Civitan International і зрештою став там президентом підрозділу. Блек усе життя залишався активним членом цієї організації, час від часу публікуючи статті для видань Civitan.
23 лютого 1921 р. Блек одружився з Джозефіною Фостер (1899—1951), яка народила трьох дітей: Г'юґо Л. Блека II (1922), який згодом також став прокоруром, Стерлінга Фостера (1924) та Марту Джозефіну (1933). Його онку, Г'юґо Л. Блек III, працюватиме у флоридській Палаті представників та стане помічником федерального прокурора. 6 грудня 1951 р. після довгої хвороби Джозефіна померла. 1957 р. Блек одружився з Елізабет Шей ДеМерітт
Замолоду Блек вступив до Ку-Клукс-Клану в Алабамі, вважаючи цей крок необхідним для своєї політичної кар'єри. На виборах до Сенату, як «народний» кандидат, Блек вважав, що йому будуть потрібні голоси членів Клану, які зазвичай були людьми з низьким рівнем доходів, економічними та політичними невдахами. Тільки наприкінці свого життя Блек визнав, що вступ до Клану був помилкою, а казав: «Я приєднався б до будь-якого угруповання, якби це додало мені голосів»

## Кар'єра сенатора
У 1926 р. Блек балотувався на виборах до Сенату США від штату Алабама, після відставки сенатора Оскара Андервуда. Оскільки в політиці Алабами в ті часи домінувала Демократична партія, він з легкістю переміг свого опонента-республіканця, Е.Х. Драєра, набравши 80,9 % голосів. У 1932 р. його було переобрано, з 86,3 % голосів проти республіканця Дж. Теодора Джонсона.

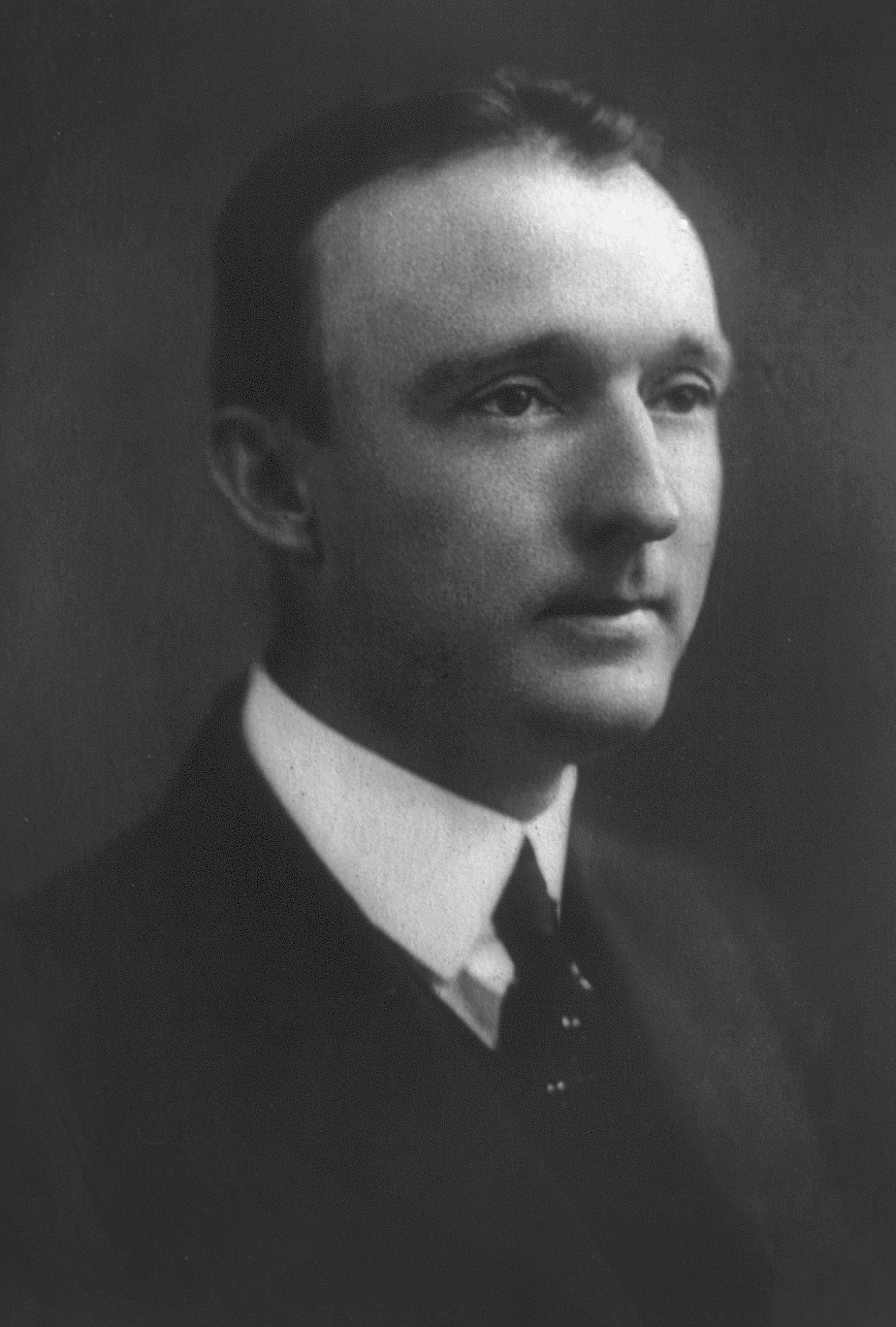
Г'юґо Блек за часів свого перебування на посаді сенатора

Сенатор Блек здобув репутацію прискіпливого слідчого. Наприклад, у 1934 р. він очолював комісію, яка досліджувала підряди, видані перевізникам авіапошти під керівництвом міністра пошти і телеграфу Волтера Фолджера Брауна — розслідування, що призвело до Скандалу з авіапоштою. З метою виправити те, що він назвав зловживанням «шахрайством і змовою», які випливали з Акту про авіапошту 1930 р., він ввів законопроєкт Блека — Мак-Келера, пізніше — Акт про авіапошту 1934 р. Наступного року він брав участь у сенатському розслідуванні практики лобіювання. Він публічно звинувачував лобістів та захищав закон, який вимагав від них оприлюднювати свої імена та рівень доходів.
1935 р. Блек став головою Комісії Сенату з питань освіти та праці. Цю посаду він не полишав на згадку про свою сенатську кар'єру. 1937 р. він підтримав законопроєкт Блека-Коннері, який мав встановити рівень мінімальної зарплатні та тривалість робочого тижня максимум 30 годин. Хоча законопроєкт був скасований Палатою Представників, 1938 р. прийняли більш скорочену версію (після того, як Блек залишив Сенат), яка стала Законом про справедливі умови праці.
Блек був палким прихильником президента Франкліна Д. Рузвельта та його «Нового курсу». Зокрема, він був відвертим захисником законопроєкту про реорганізацію судової системи 1937 р. — невдалого плану Ф. Рузвельта зробити Верховний суд більш лояльним, збільшивши кількість його членів.
Упродовж сенаторської кар'єри Блек і далі виступав із промовами, які базувалися на його переконанні у первісну владу Конституції. Він навіть бачив судові надлишки у діях Верховного суду, який був проти «Нового курсу»; на його думку, Суд незаконно скасовував законопроєкт, за який в Конгресі проголосувала більшість.